# Luigi Tosi (vescovo)
Luigi Tosi (Busto Arsizio, 6 luglio 1763 – Pavia, 13 dicembre 1845) è stato un vescovo cattolico italiano.

## Biografia
Di nobile famiglia bustocca, era figlio di Giovanni Battista Tosi e Felicita Bossi, fu allievo a Lugano dei Chierici Regolari di Somasca in quel collegio di Sant'Antonio in cui doveva giungere, negli ultimi anni del secolo, l'adolescente Manzoni. Compiuti gli studi teologici e filosofici nei seminari di Pavia, allievo dei giansenisti Zola e Tamburini, e Milano, venne ordinato sacerdote: svolse inizialmente il suo ministero pastorale a Milano, dove fu parroco e canonico del capitolo di Sant'Ambrogio.
Uomo di vasta e raffinata cultura (era membro onorario dell'Istituto Lombardo di Scienze, Lettere ed Arti), dal 1810 fu amico e padre spirituale di Alessandro Manzoni e della sua famiglia, esercitando una notevole influenza sull'evoluzione spirituale dello scrittore: su sua richiesta, il Manzoni scrisse le sue Osservazioni sulla morale cattolica.

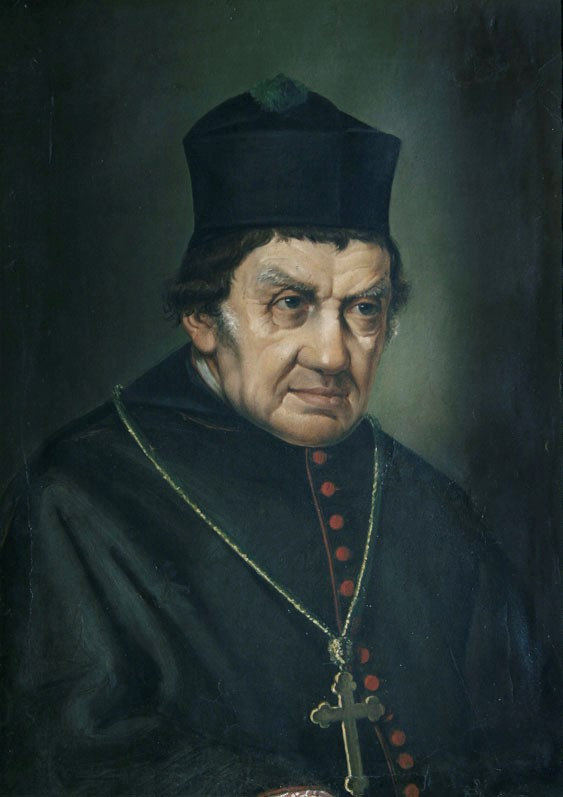
Antonio Introini
Ritratto di mons. Luigi Tosi
Quadreria dell'ospedale di Busto Arsizio

Nonostante le sue tendenze gianseniste, nel 1823 venne nominato vescovo di Pavia, dove si prodigò per diffondere la cristianità. Mantenne tale carica fino alla morte, sopraggiunta nel 1845. Riposa nella cattedrale di Pavia. Le sue raccolte librarie furono donate alla biblioteca del Seminario Vescovile di Pavia.
Il suo giansenismo era più moderato rispetto a quello del Degola, il primo maestro spirituale di Manzoni, e si discostava dalla dottrina portorealista in merito alla questione della Grazia. Si dimostrò disponibile a mettere in discussione il principio secondo cui solo gli eletti potevano essere salvati, mentre per gli altri non c'era possibilità di redenzione finale.

## Genealogia episcopale
La genealogia episcopale è:
- Cardinale Scipione Rebiba
- Cardinale Giulio Antonio Santori
- Cardinale Girolamo Bernerio, O.P.
- Arcivescovo Galeazzo Sanvitale
- Cardinale Ludovico Ludovisi
- Cardinale Luigi Caetani
- Cardinale Ulderico Carpegna
- Cardinale Paluzzo Paluzzi Altieri degli Albertoni
- Papa Benedetto XIII
- Papa Benedetto XIV
- Cardinale Enrico Enriquez
- Arcivescovo Manuel Quintano Bonifaz
- Cardinale Buenaventura Córdoba Espinosa de la Cerda
- Cardinale Giuseppe Maria Doria Pamphilj
- Papa Pio VIII
- Vescovo Luigi Tosi